# Pabellón Felipe Miñambres
El Pabellón municipal Felipe Miñambres es un recinto deportivo situado en la localidad de Astorga, junto al parque de la Eragudina y enfrente del campo de fútbol del mismo nombre.

## Historia
Su nombre está dedicado al futbolista astorgano centrocampista Felipe Miñambres, jugador astorgano militante del Sporting de Gijón, Club Deportivo Tenerife e internacional de la selección española de fútbol, integrante del equipo que disputó el Mundial de fútbol de Estados Unidos.
Las instalaciones cuentan con una capacidad para 2.000 personas y en ellas se puede encontrar un gimnasio, canchas, pistas de diversos deportes, así como las piscinas municipales descubiertas en dos  instalaciones con una parte abierta y otra cerrada. 